# Evolução do Colégio dos Cardeais sob o pontificado de Gregório XIII
Abaixo está a evolução do colégio de cardeais durante o pontificado de Gregório XIII e a subsequente vaga vaga .

## Composição para consistório
| Consistóro                    | 1572 | 1585 |
| ----------------------------- | ---- | ---- |
| Dezembro 1534                 | 1    | 1    |
| Dezembro 1536                 | 1    | 1    |
| Dezembro 1538                 | 1    |      |
| Dezembro 1539                 | 1    | 1    |
| Junho 1542                    | 2    |      |
| Dezembro 1544                 | 2    | 1    |
| Dezembro 1545                 | 1    |      |
| Julho 1547                    | 2    |      |
| Janeiro 1548                  | 1    | 1    |
| Consistórios de Paulo III     | 12   | 5    |
| Maio 1550                     | 1    |      |
| Dezembro 1551                 | 3    |      |
| Dezembro 1553                 | 2    | 1    |
| Consistórios de Júlio III     | 6    | 1    |
| Dezembro 1555                 | 1    |      |
| Consistórios de Paulo IV      | 1    |      |
| Janeiro 1560                  | 2    | 1    |
| Fevereiro 1561                | 10   | 7    |
| Dezembro 1563                 | 1    | 1    |
| Março 1565                    | 16   | 6    |
| Consistórios de Pio IV        | 29   | 15   |
| Março 1566                    | 1    | 1    |
| Março 1568                    | 3    | 1    |
| Maio 1570                     | 14   | 7    |
| Consistórios de Pio V         | 18   | 9    |
| Junho 1572                    |      | 1    |
| Julho 1574                    |      | 1    |
| Novembro 1576                 |      | 1    |
| Março 1577                    |      | 1    |
| Fevereiro 1578                |      | 5    |
| Dezembro 1578                 |      | 1    |
| Dezembro 1583                 |      | 19   |
| Julho 1584                    |      | 1    |
| Consistórios de Gregório XIII |      | 30   |
| Total                         | 66   | 60   |

## Evolução durante o pontificado
| Data                    | Evento                                                                              | Total |
| ----------------------- | ----------------------------------------------------------------------------------- | ----- |
| 12 de maio de 1572      | Abertura do Conclave de 1572                                                        | 66    |
| 13 de maio de 1572      | Eleição papal do Cardeal Ugo Boncompagni com o nome de Gregório XIII                | 65    |
| 2 de junho de 1572      | criação de 1 Cardeais                                                               | 66    |
| 2 de junho de 1572      | Filippo Boncompagni                                                                 | 66    |
| 9 de agosto de 1572     | Morte do Cardeal Girolamo di Corregio (60 anos)                                     | 65    |
| 5 de setembro de 1572   | Morte do Cardeal Diego Espinoza (70 anos)                                           | 64    |
| 2 de dezembro de 1572   | Morte do Cardeal Hipólito II d'Este (63 anos)                                       | 63    |
| 2 de Abril de 1573      | Morte do Cardeal Otto Truchsess von Waldburg (59 anos)                              | 62    |
| 7 de setembro de 1573   | Morte do Cardeal Giovanni Aldobrandini (48 anos)                                    | 61    |
| 3 de maio de 1574       | Morte do Cardeal Giovanni Ricci de Montepulciano (75 anos)                          | 60    |
| 20 de junho de 1574     | Morte do Cardeal Antoine de Créquy Canaples (42 anos)                               | 59    |
| 5 de julho de 1574      | criação de 1 Cardeais                                                               | 60    |
| 5 de julho de 1574      | Filippo Guastavillani                                                               | 60    |
| 21 de julho de 1574     | Morte do Cardeal Giulio Acquaviva d'Aragona (28 anos)                               | 59    |
| 22 de dezembro de 1574  | Morte do Cardeal Alessandro Crivelli (60 anos)                                      | 58    |
| 25 de dezembro de 1574  | Morte do Cardeal Carlos de Lorena-Guise (49 anos)                                   | 57    |
| 11 de janeiro de 1575   | Morte do Cardeal Giovanni Paolo della Chiesa (54 anos)                              | 56    |
| 18 de março de 1575     | Morte do Cardeal Marco Antonio Bobba (75 anos)                                      | 55    |
| 17 de outubro de 1575   | Morte do Cardeal Gaspar Cervantes (64 anos)                                         | 54    |
| 19 de novembro de 1576  | criação de 1 Cardeais                                                               | 55    |
| 19 de novembro de 1576  | André da Áustria                                                                    | 55    |
| 3 de março de 1577      | criação de 1 Cardeais                                                               | 56    |
| 3 de março de 1577      | Albert da Áustria                                                                   | 56    |
| 23 de julho de 1577     | Morte do Cardeal Scipione Rebiba (73 anos)                                          | 55    |
| 3 de novembro de 1577   | Morte do Cardeal Innocenzo Ciocchi del Monte (45 anos)                              | 54    |
| 21 de fevereiro de 1578 | criação de 9 Cardeais                                                               | 63    |
| 21 de fevereiro de 1578 | Alessandro Riario                                                                   | 63    |
| 21 de fevereiro de 1578 | Claude de La Baume                                                                  | 63    |
| 21 de fevereiro de 1578 | Luís II de Guise                                                                    | 63    |
| 21 de fevereiro de 1578 | Gerard van Groesbeeck                                                               | 63    |
| 21 de fevereiro de 1578 | Pedro De Deza                                                                       | 63    |
| 21 de fevereiro de 1578 | Fernando de Toledo Oropesa                                                          | 63    |
| 21 de fevereiro de 1578 | René de Birague                                                                     | 63    |
| 21 de fevereiro de 1578 | Charles de Lorena de Vaudémont                                                      | 63    |
| 21 de fevereiro de 1578 | Giovanni Vincenzo Gonzaga                                                           | 63    |
| 29 de março de 1578     | Morte do Cardeal Luís I de Guise (50 anos)                                          | 62    |
| 17 de junho de 1578     | Morte do Cardeal Paolo Burali d'Arezzo, C.R. (67 anos)                              | 61    |
| 4 de julho de 1578      | Renuncia do Cardeal Fernando de Toledo Oropesa                                      | 60    |
| 5 de julho de 1578      | Morte do Cardeal Cristoforo Madruzzo (66 anos)                                      | 59    |
| 3 de setembro de 1578   | Morte do Cardeal Giulio della Rovere (45 anos)                                      | 58    |
| 15 de dezembro de 1578  | criação de 1 Cardeais                                                               | 59    |
| 15 de dezembro de 1578  | Gaspar de Quiroga y Vela                                                            | 59    |
| 24 de julho de 1579     | Morte do Cardeal Benedetto Lomellini (62 anos)                                      | 58    |
| 5 de agosto de 1579     | Morte do Cardeal Stanisław Hozjusz (75 anos)                                        | 57    |
| 23 de agosto de 1579    | Morte do Cardeal Francisco Pacheco de Toledo (71 anos)                              | 56    |
| 18 de janeiro de 1580   | Morte do Cardeal Archangelo de 'Bianchi, O.P. (63 anos)                             | 55    |
| 31 de janeiro de 1580   | Morte do Cardeal Henrique I de Portugal (68 anos)                                   | 54    |
| 20 de abril de 1580     | Morte do Cardeal Francesco Alciati (58 anos)                                        | 53    |
| 1 de dezembro de 1580   | Morte do Cardeal Giovanni Girolamo Morone (71 anos)                                 | 52    |
| 23 de dezembro de 1580  | Morte do Cardeal Gerard van Groesbeeck (63 anos)                                    | 51    |
| 16 de maio de 1581      | Morte do Cardeal Alessandro Sforza di Santa Fiora (47 anos)                         | 50    |
| 17 de julho de 1581     | Morte do Cardeal Flavio Fulvio Orsini (49 anos)                                     | 49    |
| 28 de Outubro de 1582   | Morte do Cardeal Vincenzo Giustiniani, O.P. (66 anos)                               | 48    |
| 2 de março de 1583      | Morte do Cardeal Fulvio Giulio della Corgna (65 anos)                               | 47    |
| 22 de agosto de 1583    | Morte do Cardeal Marco Antonio Maffei (61 anos)                                     | 46    |
| 24 de novembro de 1583  | Morte do Cardeal René de Birague (76 anos)                                          | 45    |
| 12 de dezembro de 1583  | criação de 19 Cardeais                                                              | 64    |
| 12 de dezembro de 1583  | Giovanni Antonio Facchinetti de Nuce (Futuro Papa Inocêncio IX)                     | 64    |
| 12 de dezembro de 1583  | Giambattista Castagna (Futuro Papa Urbano VII)                                      | 64    |
| 12 de dezembro de 1583  | Alessandro Ottaviano de 'Medici (Futuro Papa Leão XI)                               | 64    |
| 12 de dezembro de 1583  | Rodrigo de Castro Osorio                                                            | 64    |
| 12 de dezembro de 1583  | François de Joyeuse                                                                 | 64    |
| 12 de dezembro de 1583  | Michele Della Torre                                                                 | 64    |
| 12 de dezembro de 1583  | Giulio Canani                                                                       | 64    |
| 12 de dezembro de 1583  | Niccolò Sfondrati (Futuro Papa Gregório XIV)                                        | 64    |
| 12 de dezembro de 1583  | Anton Maria Salviati                                                                | 64    |
| 12 de dezembro de 1583  | Agostino Valier                                                                     | 64    |
| 12 de dezembro de 1583  | Vincenzo Lauro                                                                      | 64    |
| 12 de dezembro de 1583  | Filippo Spinola                                                                     | 64    |
| 12 de dezembro de 1583  | Alberto Bolognetti                                                                  | 64    |
| 12 de dezembro de 1583  | Jerzy Radziwiłł                                                                     | 64    |
| 12 de dezembro de 1583  | Matthieu Cointerel                                                                  | 64    |
| 12 de dezembro de 1583  | Simeone Tagliavia d'Aragonia                                                        | 64    |
| 12 de dezembro de 1583  | Scipione Lancelotti                                                                 | 64    |
| 12 de dezembro de 1583  | Charles II de Bourbon-Vendôme                                                       | 64    |
| 12 de dezembro de 1583  | Francesco Sforza                                                                    | 64    |
| 19 de dezembro de 1583  | Morte do Cardeal Zaccaria Delfino (56 anos)                                         | 63    |
| 10 de maio de 1584      | Morte do Cardeal Luigi Cornaro (67 anos)                                            | 62    |
| 14 de junho de 1584     | Morte do Cardeal Claude de La Baume (50 anos)                                       | 61    |
| 12 de dezembro de 1583  | criação de 1 Cardeais                                                               | 62    |
| 12 de dezembro de 1583  | Andrew Báthory                                                                      | 62    |
| 3 de novembro de 1584   | Morte do Cardeal Carlos Borromeu (46 anos)                                          | 61    |
| 26 de dezembro de 1584  | Morte do Cardeal Giovanni Francesco Commendone (61 anos)                            | 60    |
| 10 de abril de 1585     | Morte do Papa Gregório XIII (83 anos)                                               | 60    |
| 21 de abril de 1585     | Abertura do Conclave de 1585                                                        | 60    |
| 27 de abril de 1585     | Eleição papal do Cardeal Felice Peretti Montalto, O.F.M.Conv. com o nome de Sisto V | 59    |